# Agaf'ja Semënovna Grušeckaja
Agaf'ja Semënovna Grušeckaja, in russo Агафья Семёновна Грушецкая? (1663 – Mosca, 24 luglio 1681), fu la prima moglie di Fëdor III di Russia.

## Biografia
Era la figlia del governatore Semën Fëdorovič Grušeckij, e di sua moglie, Marija Ivanovna Zaborovskaja.

## Matrimonio
Il 4 aprile 1680, durante la processione della Domenica delle palme, il principe Fëdor la vide in mezzo alla folla. Rimase talmente colpito da lei che ordinò a un suo servitore di indagare su di lei.
Non volendo rompere le vecchie tradizioni, il re ordinò di convocare nel luglio 1680 tutte le belle ragazze della nobiltà per la scelta della sposa e scelse Agaf'ja. Il matrimonio venne organizzato dai suoi più stretti servitori.
La cerimonia ebbe luogo il 28 luglio 1680 nella Cattedrale dell'Assunta dal patriarca Gioacchino.
Il matrimonio venne celebrato in una cerimonia molto modesta, anche di più di quello tra lo zar Alessio I e Natal'ja.
Grazie a queste nozze lo zio di Agaf'ja, Semën Zaborovskij, divenne un membro della Duma. Le sue sorelle, Anna e Fëkla, sposarono la prima Vasilij Alekseevič Siberiano e l'altra sposò Fëdor Semënovič Urusov.
Subito dopo le nozze, il re riprese la costruzione della nuova dimora. Agaf'ja aveva molta influenza sul marito e giocò un ruolo significativo nella vita di corte. Sotto la sua influenza, cambiò in modo significativo la vita di corte. Lo zar iniziò a indossare vestiti polacchi, che fu in seguito imitato da tutta la corte, abolì l'usanza di radersi la testa e cominciò a portare i capelli lunghi.
A Mosca venne create molte scuole dove si insegnavano latino e polacco. Inoltre, si permise di apparire in pubblico sedendosi accanto al re, che non era mai accaduto prima. La sua presenza accanto al marito, cambiò il modo di vivere della corte in quell'epoca. Rivoluzionò la moda femminile di corte, indossando un cappello alla maniera polacca e lasciava i capelli lisci.

## Morte
Nella notte tra domenica e lunedì 21 luglio 1681 Agaf'ja diede alla luce un figlio di nome Il'ja, in onore del suo bisnonno Il'ja Danilovič Miloslavskij. Agaf'ja morì tre giorni dopo la nascita di suo figlio. La sua morte fu un duro colpo per lo zar, che non ha potuto essere presente alla sepoltura presso il Monastero dell'Ascensione. Il bambino le sopravvisse solo per una settimana.
Sei mesi dopo lo zar si risposò con Marfa Matveevna Apraksina.